# Пресс-пюре

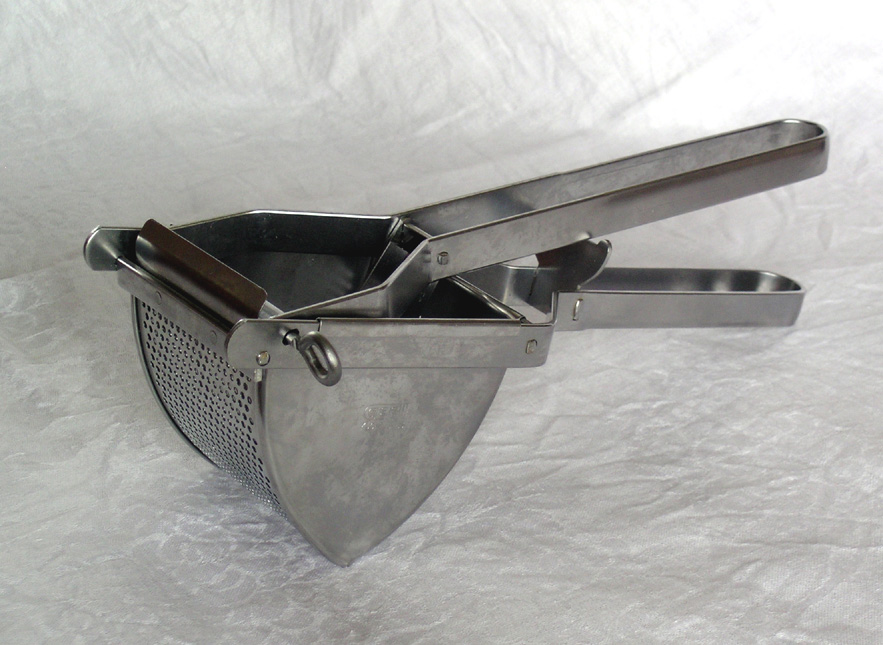
Пресс-пюре

Пресс-пюре́ — кухонное приспособление для приготовления пюре из отварных овощей: картофеля, моркови, свёклы. Изготавливается из металла — листовой стали, лужёные, из алюминия и нержавеющей стали. Применяется также для ягодного сока и томатного пюре.
Пресс-пюре представляет собой ёмкость с мелкими отверстиями на длинной ручке, к ёмкости шарнирно присоединён ручка-рычаг с прессом. По принципу действия пресс-пюре сходен с прессом для чеснока: ёмкость приблизительно на 2/3 наполняют очищенными отварными овощами и затем медленно сводят ручки прибора вместе. Из имеющихся отверстий выдавливается однородная овощная масса без комочков. Физические затраты на приготовление пюре с помощью этого приспособления значительно меньше, чем при использовании картофелемялки.